# 韓国のインターネット
韓国のインターネット（かんこくのインターネット）は大韓民国のインターネットの現状や特色について述べる。

## 概要
1990年代中盤からの1年程の間、韓国は自国のインターネットインフラにおいて、世界でも先駆的にxDSLによる高速インターネットインフラの構築に成功した。しかし、一時期経済的な状況などにより、接続スピードにおいて低速サービスの国と分類されることがあった（OECDのブロードバンド調査では256kbps以上がブロードバンド定義となっているため、普及率は世界4位）。
2009年6月、国際電気通信連合の報告書によると、家庭内インターネット普及率が80.6%だと発表した。家庭内普及率は、2000年49.8%を始め、2001年63.2%、2002年70.2%、2005年74.8%、2006年78.4%と年々増加してきたという。2010年、Strategy Analyticsの報告書によると、家庭内インターネット普及率が95%（内、光回線加入数1,500万を含む）と報じられた。
無線LANの普及は、スマートフォンなどの増加により見直しが始まっており、2010年を基準に世界7位（米国、英国、フランス、ドイツ、中国、ロシア）となっている。2009年までの全国の無線LANゾーン数は1万2800個。KTによると2010年末まで新たに1万4000個の無線LANゾーンを増やす計画だと報じられた（ハンギョレ紙）。
なお、殆どのサイトの利用者登録に住民登録番号を必要とすることにより、インターネット上の無記名性を廃した。しかし、この事実上の実名制度は、2012年8月23日、韓国の憲法裁判所が違憲判決を下した。この結果により、韓国の実名制度は廃止される可能性が出てきた。その後、実際に実名制は廃止されたものの、ソルリやク・ハラなど、有名人への誹謗中傷によって自殺が起こる事件などがきっかけとなり、実名制の再導入を求める声が上がっている。韓国の世論調査会社が2019年10月16日に行ったアンケート調査によると、回答者の69.5%が実名制の導入に賛成した。ただし、実際に実名制が誹謗中傷を減少させる効果があるかは見通せない事と、憲法裁判所の判決に反する法律を制定するハードルが高いことから、実名制の再導入は難しいとされる。
また、個人情報の管理に対する意識の低さ、コンピュータセキュリティ対策の遅れなども指摘されており「IT犯罪共和国」という一面も持ち合わせている。高速なインターネット網を整備していながら、セキュリティ対策が甘いため、世界中のハッカー（クラッカー）は、韓国をハッキングの経由地として利用している。韓国インターネット振興院が2013年12月に発表した資料によると、国内外に配布された不正なコンピュータープログラムの70％は、韓国を経由していたとされる。コンピュータセキュリティ専門会社カスペルスキーの最高経営責任者ユージン・カスペルスキーは、韓国を「セキュリティー意識のレベルがほぼゼロなので、ハッキング攻撃を何度もされる国」と評しており、世界のハッカーたちから人気があるとしている。

## IT振興政策とその現状

### 90年代後半〜00年代中盤の発展期
当初、韓国は1997年から1998年のアジア通貨危機で経済が大打撃を受けたため、金大中政権はIT産業振興を経済再生の中核政策に掲げ、1999年「サイバーコリア21」計画を策定して情報インフラ整備、ベンチャー企業の育成、国民へのパソコン普及を積極的に進めた。
各学校には全教員、全教室にパソコンが導入され、KTなどが低額の高速インターネット接続サービスを提供した。また政府機関の電算化も急速に進められた。
このため、韓国のインターネット利用者数は1998年末の310万人から1999年末の1086万人、2000年末には1904万人と急激に増加した。またIT産業の雇用者数も1998年10月から2000年10月までに18万人増加している。2003年6月現在のインターネット利用者数は3,000万人に達し、そのうち1,000万人はxDSLによる高速インターネット利用者であった。
特に住民基本台帳の完備とそのID登録により、電子政府サービスは東アジアで随一といえるほどの幅を持って展開している。この点については、韓国のインターネットの情報公開性とその評価を著しく押し上げる結果となった。現に、日本の各種電子政府サービスよりも対象範囲が広く、行き届いている。

### 現状
国家的経済危機状況
1997年から始まった東南アジア通貨危機により、中小企業や財閥の倒産が相次いでしまい、1997年12月、外貨保有額が約15億ドルまで落ち込んだ時点で国際通貨基金(IMF)に緊急融資を要請する（20億ドル）。金融危機によるウォン高現象、韓国経済の状況は悪化により、インフラへの投資が衰えるきっかけとなった。
1998年2月、金大中（キム・デジュン)大統領の就任以後、引き続きIMFの介入を全面的に受け入れたうえで、経済改革に着手した。IT産業奨励やビッグディール政策（財閥間の事業交換、統廃合）をもって経済建て直しを図った。1998年12月、IMF緊急補完金融（SRF）に18億ドルを償還したことをきっかけに、金融危機から徐々に脱していく。これとともにIT産業、及びインフラへの投資にも力を注いでいき、今に至る。
2000年からの統計
- 2000年：光回線加入数300万を突破[10]
- 2001年：国際ドメイン登録数で1位、インターネット利用者数2,000万人突破（ネットカフェ利用者数を含む）、ネット通販の規模が118兆9,800億ウォン（約11兆円）を更新
- 2002年：光回線加入数1,000万を突破、無線LAN（KT NESPOT）サービスを開始、インターネットバンキングサービスの加入数が1,000万人を突破（1,448万人）
- 2003年：光回線加入数が人口100万人に対し、21名で世界1位(2003-09-17)、VDSL(20MBPS)サービスを開始、インターネットが使える会社法人が79.7%で、8%増加[10]
- 2004年：インターネット利用者数3,000万人突破（ネットカフェ利用者数を含む）、インターネット過剰利用による社会問題が浮き彫りに。光回線加入数が人口100万人に対し、61名で世界2位
- 2005年：無線インターネット利用率は、42.8% (2005.09)、2005年6月で、インターネット利用者数は3,257万人、その内、年代別利用者数は、6~19：97.3%、20代：97.2%、30代：89.8%、40代：67.2%、50代：34.7%となった。[10]

インターネット利用者の内、インターネットバンキング利用者が38.6%、ネット通販利用者が48.2%、ブログ利用者が41.3%、メール登録数、一人当たり1.7個、メッセンジャー利用者数が44.2%を占めた。
- 2006年：光回線加入者数1,219万を突破、DMBサービス開始、VOIPサービス開始、WiBroの国際標準を制定、

インターネット利用者数は、3,412万人、その内、6歳以上のインターネット利用率は74.%。
- 2007年：i-PIN導入
- 2008年：IPTVサービス開始、6歳以上のインターネット利用率は77.1%、周平均利用時間は13.7時間、家庭内パソコン普及率は80.9%、メール利用率85.2%、ブログ利用率58.1%、ブログ運営43.1%
- 2009年：クラウドコンピューティング普及、ブログ利用者数、12%増加、DDoS攻撃による被害相次ぐ。
- 2010年：KT WiBroに約800億円、WCDMAに700億円を投資

## インターネット文化
インターネットはグローバルなテクノロジーであるとはいえ、それに盛り込まれるコンテンツは国情や規制環境に応じて様々な特色がある。

### 知的所有権・著作権関連
テレビ局やレコード会社の無料の音楽や動画コンテンツが普及している。KBS、MBC、SBSなどの主要テレビ放送局のみならず、一部ケーブルテレビ局までインターネットテレビのストリーミング放送サービスを実施しており、またインターネットラジオの聴取者のほうが通常ラジオより多くなっている。
しかし2003年7月から著作権法が改正され、デジタル環境下での出演者などの権利が強化されたため、これまで自由にリンクできたバグス・ミュージックやKBS国際放送のオーディオやミュージックビデオが2004年10月から11月にかけてリンクできなくなった。バグス・ミュージックは新著作権法違反で訴えられ、ソウル地方裁判所で損害賠償命令を受けている。
なお、2007年4月からUCC（動画サイト）の規制が始まり、KBS、MBC、SBSなどの地上波放送局の番組は一切アップロードができなくなった。
2009年から著作権法が強化され、各動画サイトや共有サイトへの直接的な規制がかせられることとなった。特にYouTubeや大手検索サイトでの共有、自作動画に使われるBGM、自作動画に偶然取られた映像や音楽にも著作権侵害の対象となり、一部の製作者、及びインターネット利用者から反発も出ている。

### 電子政府
韓国では住民登録番号制度が早くから根付いており、政府の積極的な電算化の実施もあって電子政府化が進展している。また一般の掲示板や議員ブログにも市民の意見の大半が公開されている。政治面でも2002年の大統領選挙では盧武鉉候補を支持する若者たちがインターネットを通じて支持団体「ノサモ」を結成したほか、盧武鉉候補寄りの報道をしたオーマイニュースなどが強く作用した。インターネットを通じて支持を集め当選を固めた盧武鉉大統領は、史上最初のインターネット大統領と呼ばれる。

### 携帯電話
通信インフラ
2016年時点での韓国の携帯電話普及率は約122.7%で、国民の大部分は携帯電話なしでは生活できない状態になっている。さらに高速ワイヤレス規格のWiMAXに含まれる韓国中心とした拡張規格であるWiBroの展開や、国土の狭さにより投資費用が必要ないTVの地上波デジタル化などが進められている。
しかし、WiBro導入から1年半経過した2009年5月、WiBroサービス加盟者が韓国全体で21万人という実情が公表されソウル新聞（韓国語）、WiBroサービス自体を停止するという判断を迫られていたが、携帯電話によるW-CDMAのモバイル用の拡張規格であるHSDPA (high speed downlink packet access) によるサービスにおいて、アクセススピードがWiBroより遅い点などが不評を呼び、WiBroのサービスが見直され始めている。
特に、2007年の4月からWindows Mobile 5を載せたPDAや高機能携帯が提供され始めて以降、ユーザ数も微増し始めた。これにより、ソウルのみであったアクセスポイントも、ソウル郊外に広がりつつあり、人口の1/4をカバーする予定。
携帯機器端末
2000年春からJavaアプリケーションの実行環境が搭載され、動画・音楽の利用が可能となった。2004年1月から番号ポータビリティが開始されKTF、LGテレコム、SKテレコムの大手3社の加入者の間で2004年には約300万人が移動した。
2018年にはスマートフォンの普及率が95%となり世界一となった。

### その他
「カフェ」と呼ばれる同好の仲間が集まる会員制の掲示板も普及している。簡易的に友人向けの個人のサイトを開設できるサイワールドが行っているminiHP（ミニホムピ）サービスは1000万人を超える会員を持ち、政治家や芸能人までもが利用している。このサービスはSNSのさきがけと言える。

## 問題点
韓国は、1990年代後期から2000年代初期にかけての短い時期に一気にインターネットの普及を進めたため､技術的な未熟さに目をつぶって強引にインターネット導入を進めてしまった部分が多く、インターネットに関わる影の面も強く出ている国である。以下、韓国のインターネットにおける問題を列記する。

### 親日・親北サイトなどに対するネット検閲、言論統制
親日サイトに対してネット検閲、言論統制が行われている。2012年8月下旬に大韓民国放送通信委員会は親日サイトを制裁することを決め、削除や接続遮断などを行っている。2012年9月5日には親日サイトを作った13歳の少年が逮捕されたが、親日サイトを作った行為そのもので逮捕されたのではなく、太極旗を燃やしている写真をアップロードし、国旗損害罪で逮捕されたのである。
また、後述の「技術面・政策面」にも記述している通り、朝鮮民主主義人民共和国に同調的なサイトも検閲されている。その他、ポルノサイト、ギャンブル、麻薬、不法薬物に関するサイトも検閲がなされている。

### 技術面・政策面
システムアーキテクチャ面
韓国の各種ウェブサイトを使用することに当り、ActiveXの弊害が随所に出ている。セキュリティ、認証、アップデート、ログイン画面にいたるまでActiveXが使われており、メインのページに至るまでの速度が非常に低下する。この問題により、ウェブ標準が守られていないサイトが多く存在し、IE以外のウェブブラウザではコンテンツが正常に利用できない場合が多い。
Windows 7が発売されたことをきっかけにウェブ標準を守ろうとする動きが活発化されているが、まだインターネットバンキングでの対応が遅れているなどと問題点が多く残っている。
韓国では「情報通信網利用促進及び情報保護等に関する法律」により政府・情報通信倫理委員会がISPに対して強大な監督指導権限を有しており、朝鮮民主主義人民共和国に共感的と看做される様々なサイトへの接続を認めないように命令した。

### 文化面
ゲーム・マルチメディア
早くからブロードバンドインターネット接続が整備されたために、インターネットを介して不特定多数と共通のサーバ上で遊ぶオンラインゲーム（代表的なものにMMO）が発達。熱中する若い世代が話題になっている。充分な休養を取らずに長時間プレイを続け、プレイ中、または直後に死亡したケースもある。
ネット犯罪
電子掲示板上での誹謗中傷が問題化した際には「掲示板実名制」が実施され、一部大手ポータルによる掲示板は、本名による登録が必要となったが、嫌がらせを原因とした自殺などの問題が発生している。さらに、日本の大手掲示板「2ちゃんねる」に韓国からのサイバー攻撃が発生している。これによって、2ちゃんねるの管理会社やアメリカ合衆国連邦政府の機関など、複数のウェブサイトに被害が生じ、サンフランシスコ市警察や連邦捜査局が捜査に乗り出すこととなった。把握されている被害額は約250万ドルに上るとされている。
2013年4月16日、ボストンマラソン爆弾テロ事件に対して、「I cerebrate the terror of Boston!」（「celebrate」の綴りを間違えている）とのタイトルの動画を、自称日本人を名乗る男性がYouTubeに投稿した。しかし、太極マークをアイコン（のちに指摘をされ削除）にしていたことや2年以上前からネット右翼を煽る書き込みで楽しんでいた（つまり彼にとって日本を貶めるメリットはあっても韓国を罠にかけるメリットは全く見出せない）ことなどから、韓国系住民と特定された（太極マークは2年以上前からの自称日本人のお気に入りであった）。2012年3月11日、東日本大震災から1年経過した日に『YouTube』に投稿された「日本人の皆さん、地震で死んで下さい」という動画も神奈川の韓国人と判明している。大きな事件がおきると、このような反日教育の影響を受けた不謹慎な動画の投稿が発生している。
外国人への対応
外国人にとって韓国のインターネット利用は、韓国国民が全て保持している住民登録番号を基に本人であるかどうかを確認するため、韓国政府は、外国人長期滞在者に住民登録証に似た外国人登録証を発行、また外国人登録番号を付与し（2002年ごろに新外国人登録証の発行を契機に同番号の体系を住民登録番号の体系と同様とした）、大手信用情報機関が出入国管理局の外国人登録データベースと連動させ、外国人登録番号による本人確認ができるようになったが、依然として住民登録番号や外国人登録番号以外の方法で本人確認できる手段を用意しているサイトが少なく、これらの番号を持たない外国人や在外韓国人の利用を困難にしている。ただし、これらの問題は韓国特有の問題でなく、同様に国民番号を基に本人確認を行う台湾などでも起こっている。なお、住民登録番号による本人確認に替えて導入された「I-PIN」による本人確認では、従来利用が困難であった在外韓国人の本人確認も可能になった。